# Яан Ейнасто
Яан Ельмарович Ейнасто (ест. Jaan Einasto) — радянський і естонський астроном, фахівець з галактичної й позагалактичної астрономії, астрономічного приладобудування. Лауреат Премії Грубера (2014).

## Біографія
Закінчив у 1952 Тартуський університет, доктор фізико-математичних наук (1972), академік Естонської академії наук (1986), з 1985 — академік-секретар підрозділу фізики й астрономії Естонської академії наук. З 1952 працював у Тартуській обсерваторії, у 1977—1998 — завідувач сектором астрофізики Інституту фізики і астрономії Естонської АН, з 1977 — завідувач сектором фізики галактик Інституту астрофізики і фізики атмосфери Естонської АН. У 1992—1995 — професор космології в Тартуському університеті.
Основні праці присвячені галактичній та позагалактичній астрономії, космології й астрономічному приладобудуванню. Розвинув загальні методи побудови моделей галактик на основі кінематичних та фотометричних спостережень. При розробці моделей найближчих галактик виявив чітке зростання відношення маси до світності зі збільшенням відстані від центру галактик до периферії. Інтерпретував це (спільно з А. Каазіком і Е. Сааром) як ознаку існування раніше невідомої складової галактик — масивних протяжних невидимих корон (прихованої маси). Показав (спільно з М. Йїевеером і Е. Таго), що галактики й скупчення галактик мають тенденцію групуватися в тонкі довгасті або пласкі утворення — надскупчення галактик, які, стикуючись і розгалужуючись, утворюють у просторі комірчасті структури. Розвинув теорію автоматичних та напівавтоматичних телескопів для спостереження штучних супутників Землі, запропонував чотиривісний спосіб монтування телескопа для спостереження за рухом супутників (реалізований народним підприємством «Карл Цейс», НДР), розробив методику створення оптимального теплового режиму астрономічних веж і куполів.
Член Європейської Академії, Європейського астрономічного товариства, Королівського астрономічного товариства. На його честь названо астероїд 11577 Ейнасто.